# Museu da Força Expedicionária Brasileira (Petrópolis)
O Museu da Força Expedicionária Brasileira é um museu localizado no município brasileiro de Petrópolis, no estado do Rio de Janeiro.

## História
A criação do Museu da FEB foi idealizada pelo presidente da ANVFEB Petrópolis, Associação dos Veteranos Sr. Orlando Pellis e por alguns veteranos petropolitanos. Da ideia inicial para a efetiva criação do Museu, foram feitas numerosas reuniões entre a Associação e órgão públicos municipais e instituições civis. Após essa etapa concluída, a inauguração foi no ano de 1982, e a área pertencida à CAEMPE foi cedida em comodato por vinte anos pela Prefeitura de Petrópolis. Terminado o comodato em março de 1996, transferiu-se para um pequeno espaço cedido pelo 32º Batalhão de Infantaria Motorizada – Batalhão Pedro II, e em agosto do mesmo ano por concessão da Prefeitura Municipal de Petrópolis, instalou-se na antiga cocheira do Palácio Rio Negro - sede do Governo Estadual de 1895 a 1903, residência de verão dos Presidentes da República de 1903 a 1968, sede e residência do General da 1ª Brigada de Infantaria Motorizada de 1975 a 1991 e, atualmente, museu Casa dos Presidentes da República (em reforma e sob a tutela do DEMU/IPHAN), onde permanece até hoje.

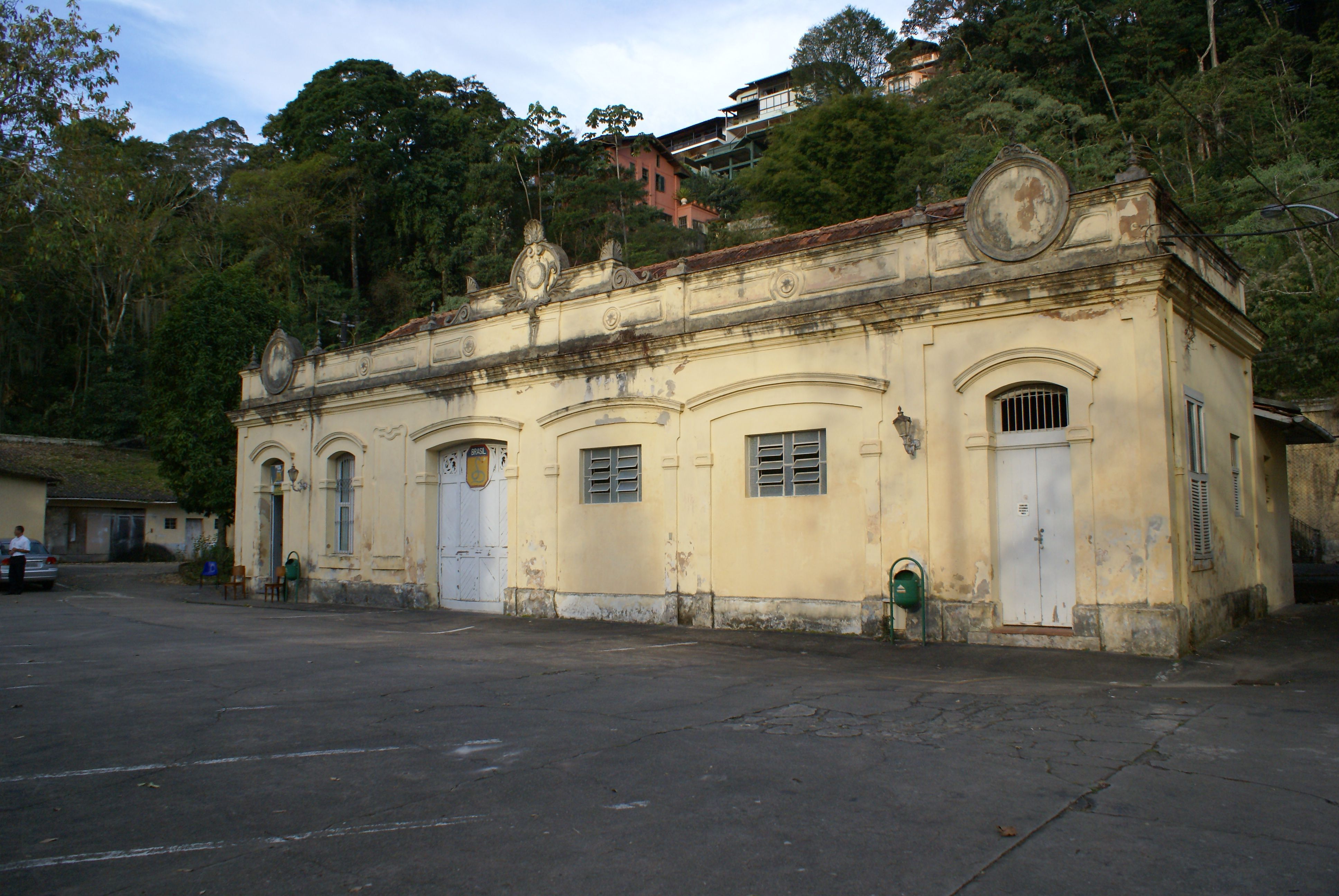
Fachada do museu da Força Expedicionária Brasileira em Petrópolis/RJ

## Acervo
O Museu da FEB - Petrópolis possui peças doadas pelos veteranos petropolitanos e por amigos do Museu. No total são 673 peças em exposição, sendo 478 fotos e documentos e 195 objetos, dispostos em 3 salas. A Museu pode ser visitado por intermédio de veteranos.